# Джейн Філліпс-Гей
Джейн Філліпс-Гей (2 листопада 1913 — 21 лютого 1994) — афрогаянська профспілкова діячка та рукоположена священниця. Вона була захисницею прав жінок, створила одну з перших жіночих політичних організацій у країні та була однією з перших жінок, яку обрали членом парламенту Британської Гвіани. У 1975 році її нагородили Почесною короною Касіка за національну службу.

## Ранні роки
Джейн Генрієтта Філліпс народилася 2 листопада 1913 року у Джорджтауні, Британська Гвіана, в родині Джеймса Адольфуса Філліпса. Вона відвідувала початкову школу Св. Амвросія, римо-католицьку школу Брікдама й англіканську школу Крайст-Черч, вигравши стипендію початкової школи у 1925 році, яка дозволила їй продовжити навчання. Вона навчалася в колегіальній середній школі, отримавши сертифікат Junior Cambridge у 1929 році.

## Кар'єра
Того ж року Філліпс виголосила свою першу проповідь «Благословенна Ти між жінками» у церкві Святого Стефана. Вона почала регулярно проповідувати та заклала фундамент власної церкви. У 1933 році вона була висвячена у баптистські проповідники на Барбадосі. Вона приєдналася до Асоціації розвитку Африки, організації Гаяни, сформованої у 1938 році для розширення можливостей і покращення життя афрогаянців. У 1942 році Філліпс вийшла заміж за Айвана Гея і приєднала його прізвище до свого, ставши Філіпс-Гей.
Трудові суперечки у цукровій промисловості Британської Гвіани історично призводили до стрілянини на різних плантаціях. Один такий інцидент на плантації Смарагд у 1940-х роках змусив Філліпс-Гей звернутися до Джозефа П. Лахмансінга, який згодом очолив Профспілку промислових робітників Гвіани (ППРГ), щоб спробувати зрозуміти корінь проблеми. Він запросив її взяти участь разом з ним у зустрічі на одній із плантацій. Вона почала працювати з Лахмансінгом як волонтер, відвідуючи плантації по всій колонії та записуючи скарги та травми робітників, які вирощували тростину. Філліпс-Гей приєдналася до Жіночої політичної та економічної організації, створену у 1946 році. Це перша політична організація жінок у Британській Гвіані, група прагнула громадянського, економічного та політичного паритету для жінок. Наступного року, коли утворилася Народна прогресивна партія (НПП), вона приєдналася й до неї.
У 1948 році Філліпс-Гей стала помічником генерального секретаря ППРГ і була активною учасницею страйку в Енморі. За свою участь робітники загинули мученицькою смертю. Наступного року Філліпс-Гей, визнана лідерка робітників, стала генеральним секретарем ППРГ і відповідала за управління організацією. У 1953 році вона була однією з групи жінок НПП, які сформували Прогресивну жіночу організацію. Того ж року вона балотувалася на місце в Палаті зборів від Східно-Центрального округу Демерара та успішно набрала 63 відсотки голосів цукрового виборчого округу. За іронією долі, її виборчу базу складали переважно індогаянці, тоді як інший успішний політик у передвиборчих перегонах, Чандра Персод, отримала голоси переважно від афрогаянського виборчого округу. На цих виборах вперше жінкам дозволили голосувати, а Філліпс-Гей разом із Джанет Джаган і Джесікою Бернем стали першими трьома жінками, обраними до парламенту.
У 1955 році НПП розкололася, і Філліпс-Гей приєдналася до фракції на чолі з Форбсом Бернемом, яка отримала назву Народний національний конгрес (ННК). Вона невдало намагалася зберегти своє місце у списку ННК у 1957, 1961 та 1964 роках. У 1957 році вона очолила заснування Жіночої допоміжної організації ННК і була головою групи протягом наступних дев'ятнадцяти років. Філліпс-Гей продовжувала свою громадську роботу, беручи участь у різних заходах, спрямованих на захист дітей і людей похилого віку, а також продовжувала працювати з робітниками та безробітними. Її робота з жіночими організаціями розширила регіон, і у 1970 році вона допомогла заснувати Карибську жіночу асоціацію. У 1975 році вона отримала другу за значущістю національну нагороду Гаяни — Почесну корону Касіка.

## Смерть і спадщина
Філліпс-Гей померла 21 лютого 1994 року у Джорджтауні. На момент її смерті законодавча влада визнала її відданість служінню нації, і кожний Міжнародний жіночий день її згадують за її внесок.